# 1349
Denna artikel handlar om året 1349. För det norska black metal-bandet med samma namn, se 1349 (musikgrupp).
1349 (MCCCXLIX) var ett normalår som började en torsdag i den julianska kalendern.

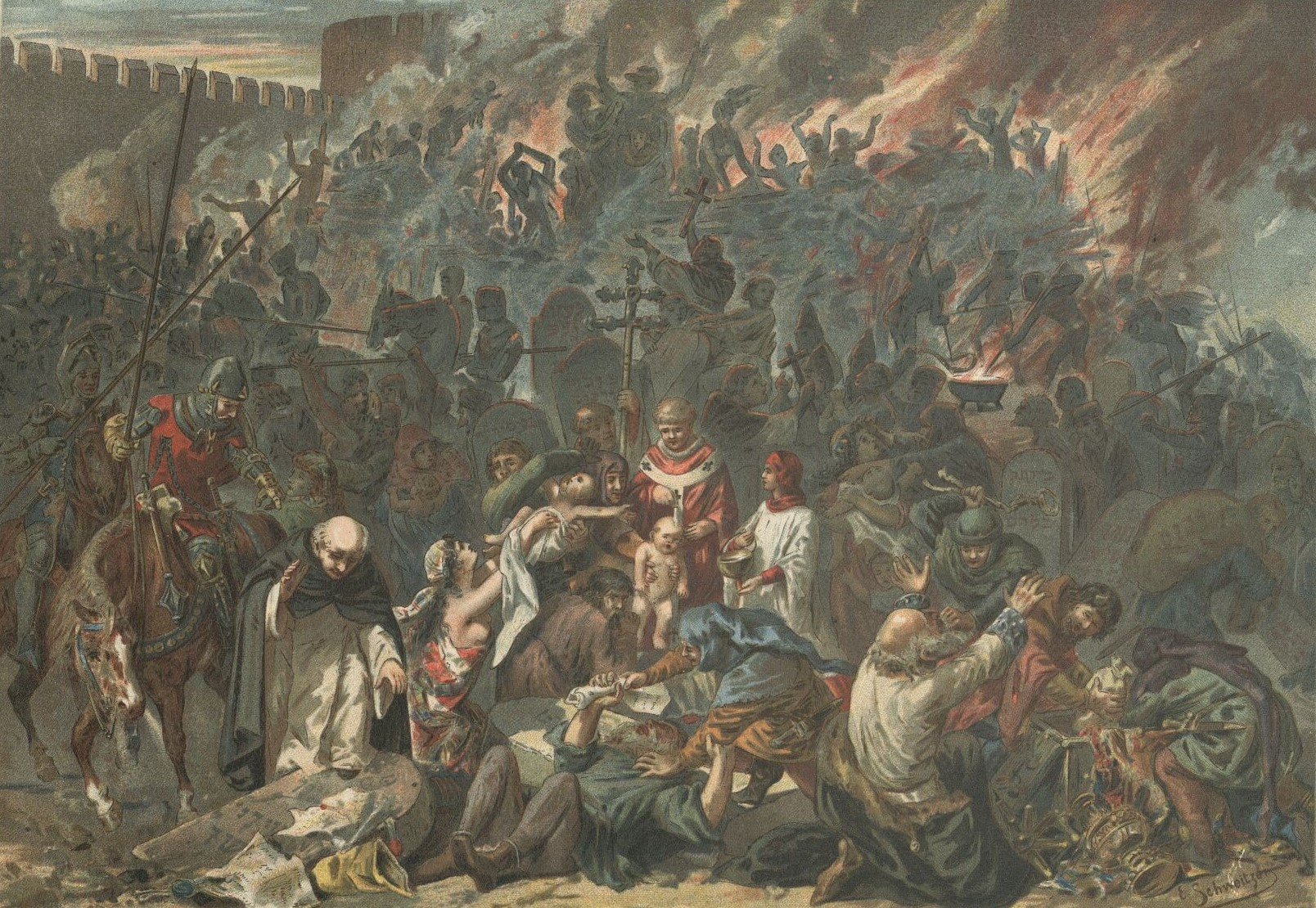
Pogromen i Strasbourg av Emile Schweitzer.
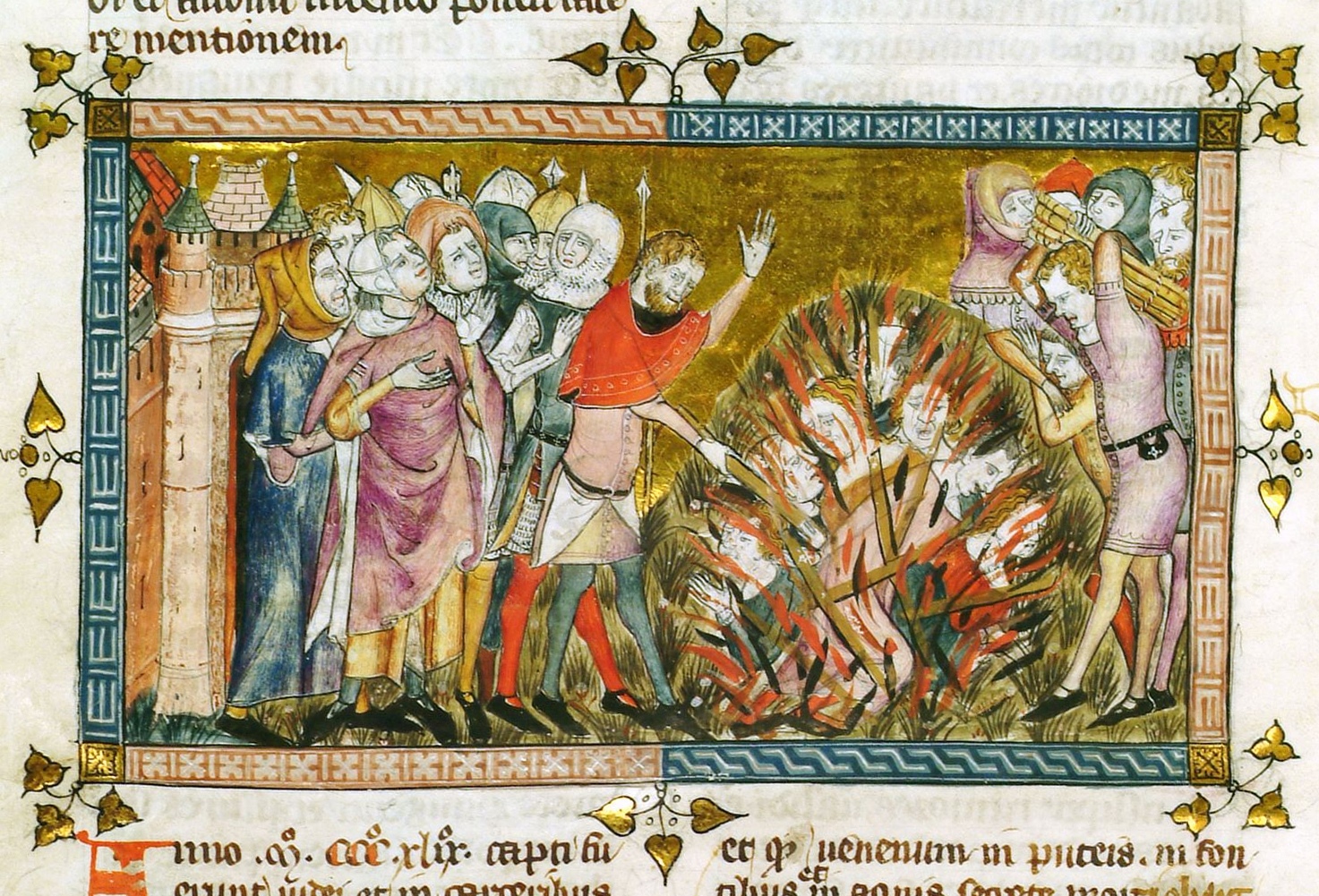
Samtida teckning av judar som brändes till döds under svarta döden. Antiquitates Flandriae (Royal Library of Belgium manuscript 1376/77).

## Händelser

### Februari
- 14 februari – Cirka 2 000 judar bränns till döds under Valentindagsmassakern i Strasbourg.[1]

### Okänt datum
- Birgitta Birgersdotter reser till Rom, för att övertala påven att låta henne bygga ett kloster i Vadstena.
- Köping omnämns för första gången.
- Digerdöden kommer till Norge.
- Monte Cassino förstörs av en jordbävning.

## Födda
- 9 september – Albert III, hertig av Österrike, hertig av Steiermark, hertig av Kärnten och hertig av Tyrolen.

## Avlidna
- 6 oktober – Johanna II av Navarra, spansk monark.
- 18 november – Fredrik den allvarlige, tysk markgreve.
- Johanna III av Burgund, fransk vasall.
- Fakhruddin Mubarak, bengalisk sultan.
- Thomas Bradwardine, engelsk ärkebiskop.

### Fotnoter
1. ↑  Fordham.edu